# Südkanal
El  Südkanal o canal meridional és un canal als barris d'Hamm i d'Hammerbrook a la ciutat estat d'Hamburg a Alemanya. Comença al Rückerskanal i s'acaba a l'oest en atzucac al carrer Hammerbrookstraße. Segons la llei de l'estat d'Hamburg, és una via navegable de categoria 1.

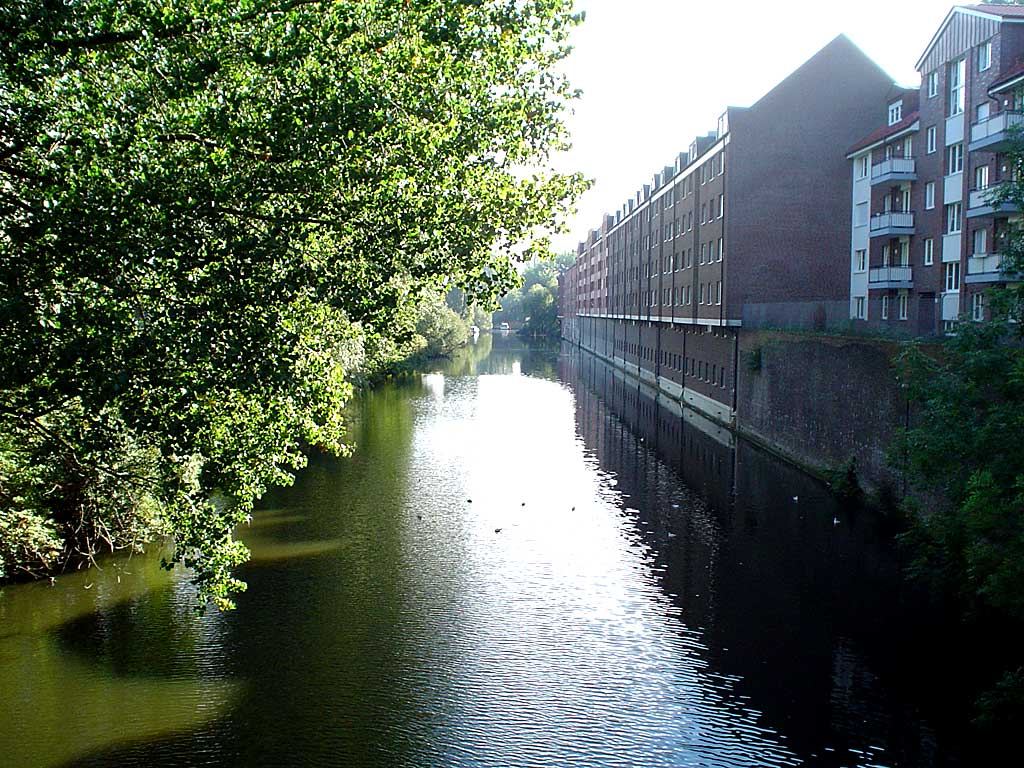
El canal al barri d'Hamm

 El canal va excavar-se segons els plans de l'enginyer britànic William Lindley que va dissenyar una xarxa de desguàs dels prats molls d'Hammerbrook. Va aprofitar el runam després de l'Incendi de 1842 del centre d'Hamburg, per a alçar el solar. El canal està connectat amb el port d'Hamburg via l'Hochwasserbassin i el Rückerskanal.
Avui, el canal no té cap paper econòmic: el barri populós d'antany que creuava va ser bombardejat a la Segona Guerra Mundial i el runam d'edificis a pisos barats, cavallerisses, fàbriques i magatzems va ser reemplaçat per edificis d'oficines. Només a la punta oriental queden uns edificis de pisos o Rotklinkergebäude edificis de maons vermells, típics de la primera meitat del segle xx.

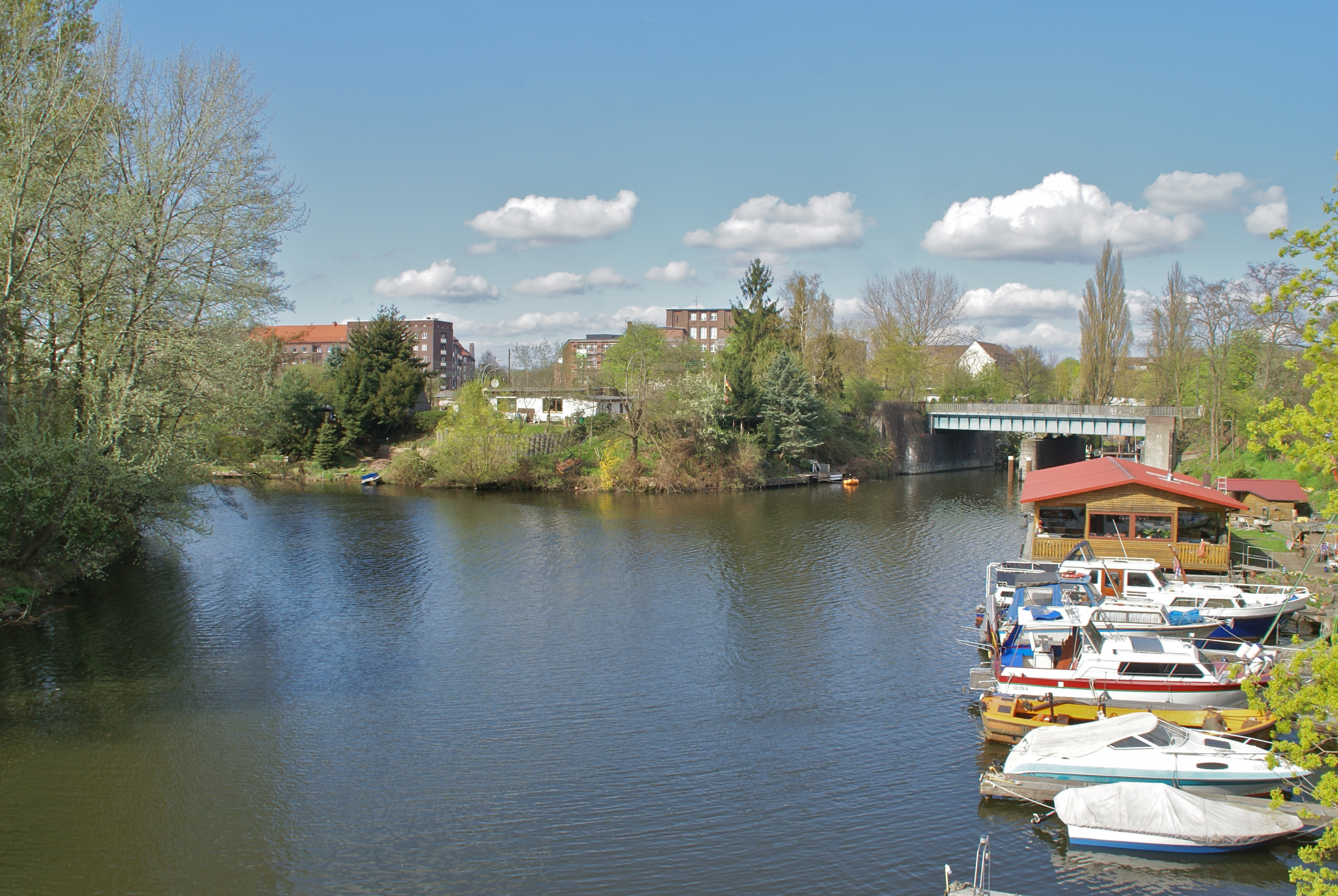
Desembocadura al Rückerskanal
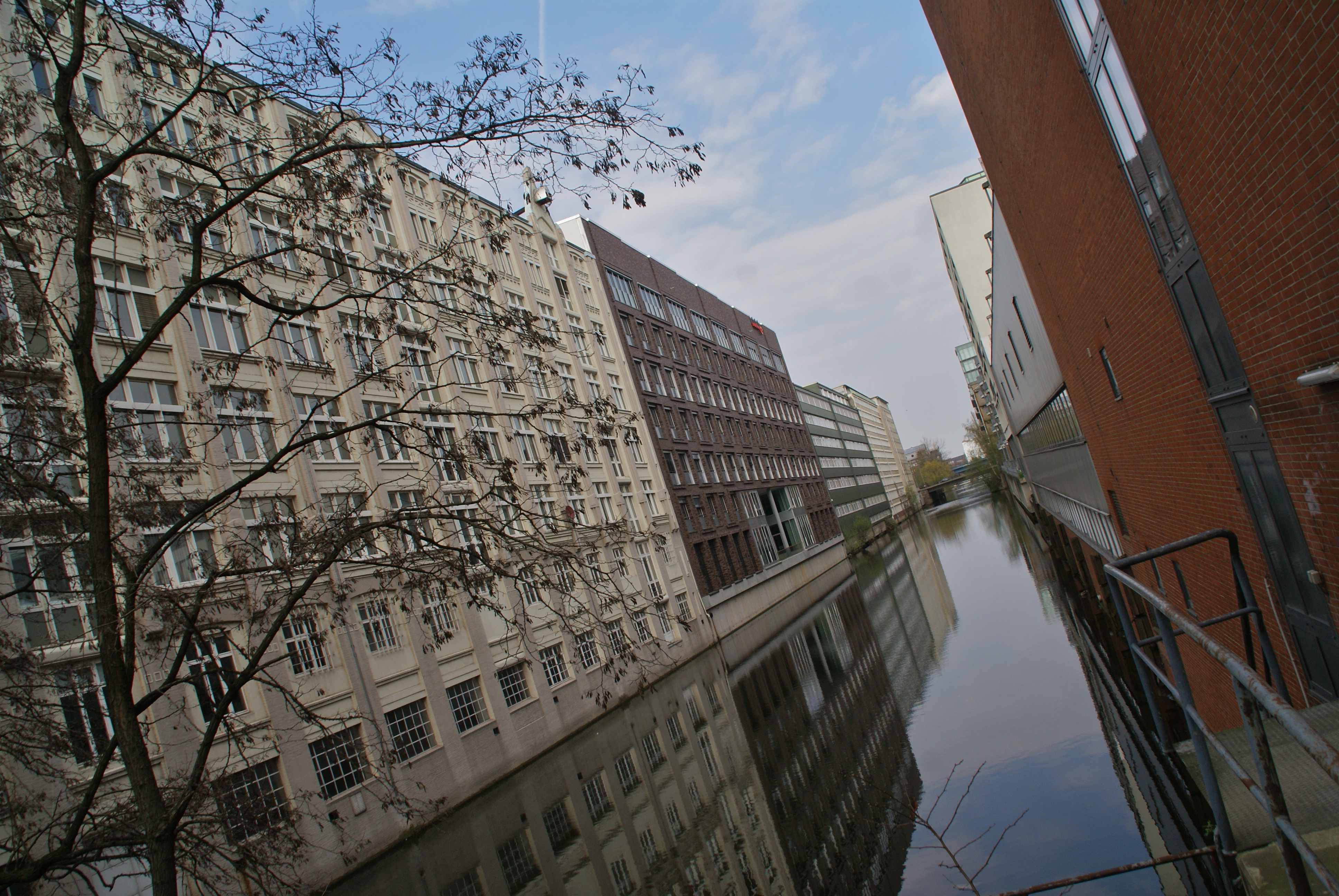
Oficines a les ribes, vist des de la punta a l'Hammerbrookstraße
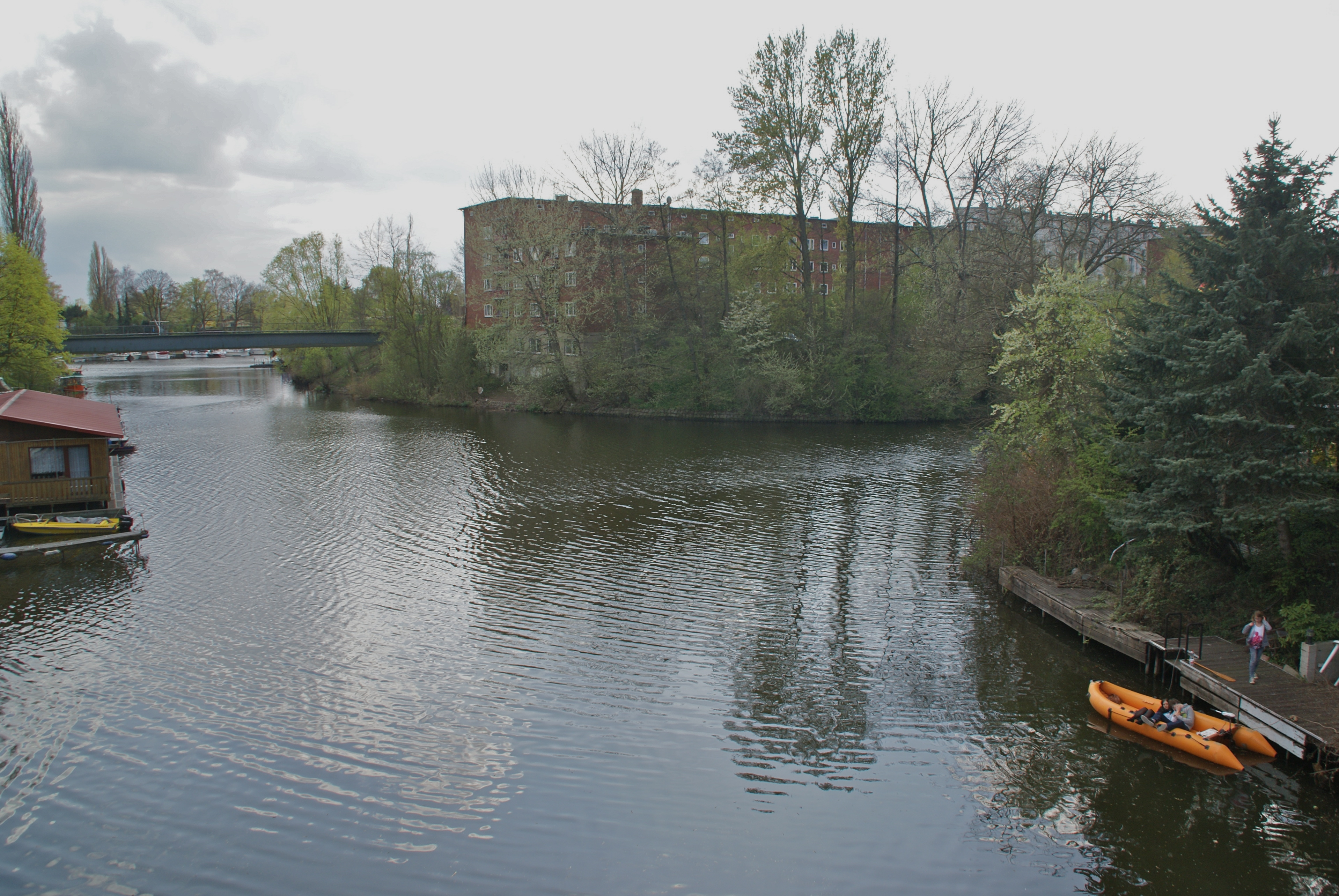
Edificis de pisos a la península formada pel Bille, el Rückerskanal i el Südkanal